# Persoonia confertifolia
Persoonia confertifolia är en tvåhjärtbladig växtart som beskrevs av George Bentham. Persoonia confertifolia ingår i släktet Persoonia och familjen Proteaceae. Inga underarter finns listade i Catalogue of Life.